# Organització administrativa de Transnístria

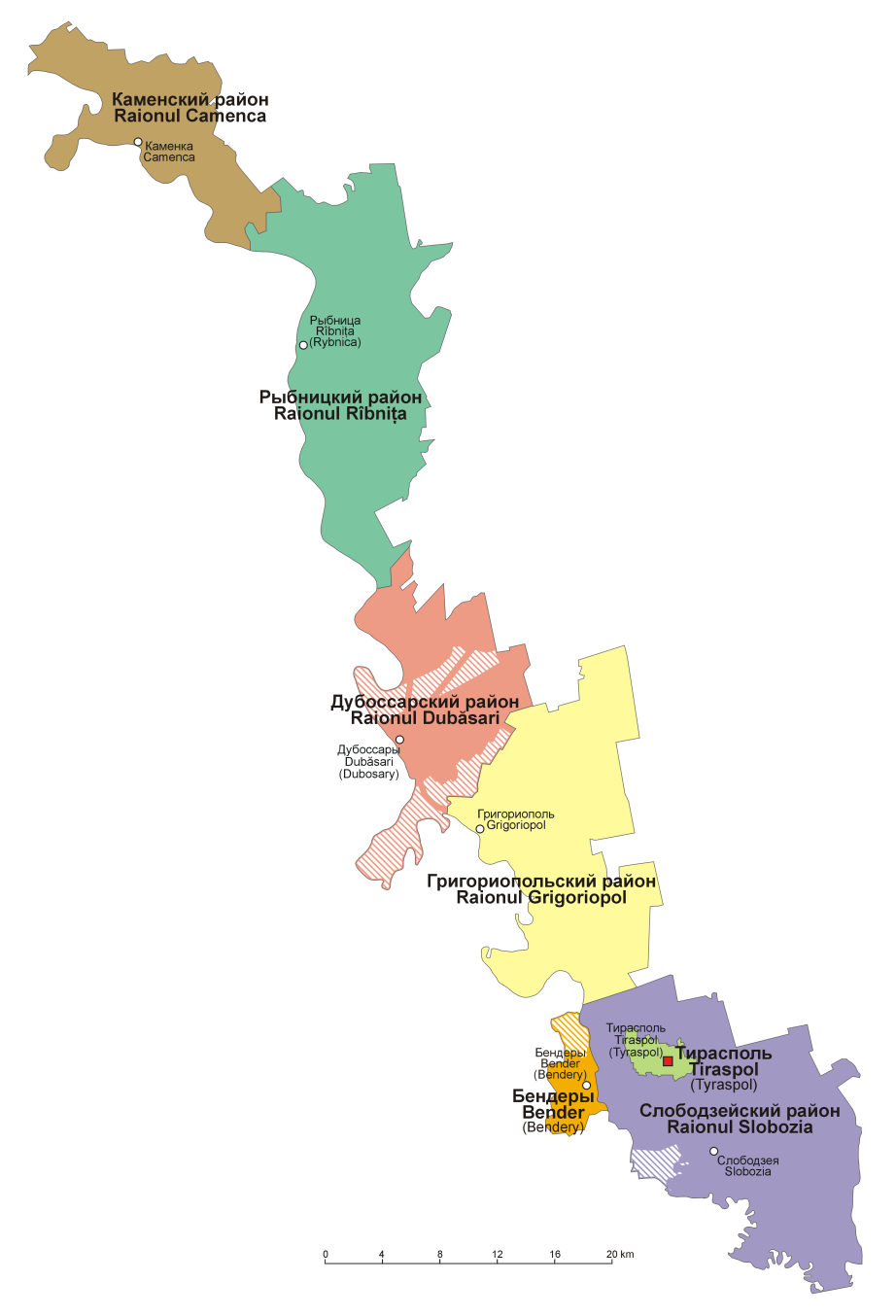
Mapa de Transnístria (amb colors lluminosos estan marcats els territoris en disputa amb Moldàvia, controlats per una part per la RMT, i per altra per Moldàvia)

Des del punt de vista administratiu la República Moldava de Transnístria està subdividida en 5 districtes (raions) i 2 ciutats de submissió republicana.
També, Bender (romanès: Tighina, ciríl·lic moldau: Бендéры), situat a la riba occidental del Dnièster (a Bessaràbia), geogràficament fora de Transnistria, no forma part de la unitat territorial Transnistria de Moldàvia tal com la defineixen les autoritats centrals, sinó que està controlada per les autoritats de la PMR (Pridnestrovian Moldavian Republic), que la consideren part de l'administració administrativa de la PMR.
Durant la guerra de Transnístria de 1992, alguns pobles de la part central de Transnístria que geogràficament es troben a la riba oriental del Dnièster, es van rebel·lar contra les noves autoritats separatistes de la PMR i des de llavors han estat sota control efectiu de Moldàvia. Aquestes localitats són: la comuna Cocieri (incloent-hi el poble Vasilievca), la comuna Molovata Nouă (incloent-hi la vila Roghi), la comuna Corjova (incloent-hi la vila Mahala), la comuna Coșnița (incloent-hi la vila Pohrebea), la comuna Pîrîta i la comuna Doroțcaia. De fet, el poble de Corjova està dividit entre les àrees de control de la PMR i el govern central moldau. Roghi també està controlat per les autoritats de la PMR.
Al mateix temps, algunes zones que es troben a la riba dreta del Dnièster estan sota control PMR. Aquestes àrees consisteixen en la ciutat de Bender amb el seu suburbi Proteagailovca, els municipis Gîsca, Chițcani (inclosos els pobles Merenești i Zahorna) i el municipi de Cremenciug, formalment al districte de Căușeni, situat al sud de la ciutat de Bender.
Les autoritats separatistes del PMR també reclamen els municipis de Varnița, al districte d'Anenii Noi, un suburbi nord de Bender, i Copanca, al districte de Căușeni, al sud de Chițcani, però aquests pobles romanen sota control moldau.
| Unitat administrativa                                    | Centre administratiu  |
| -------------------------------------------------------- | --------------------- |
| ciutat de Bender                                         | —                     |
| ciutat de Tiraspol                                       | —                     |
| districte de Grigoriopol, ciríl·lic moldau: Григорио́поль | ciutat de Grigoriopol |
| districte de Dubăsari, ciríl·lic moldau: Дубосса́ры       | ciutat de Dubăsari    |
| districte de Camenca, ciríl·lic moldau: Кáменка          | ciutat de Camenca     |
| districte de Rîbnița, ciríl·lic moldau: Рыбница          | ciutat de Rîbnița     |
| districte de Slobozia, ciríl·lic moldau: Слободзе́я       | ciutat de Slobozia    |